# Championnats de Tunisie d'athlétisme 1957
Navigation
1956 1958
Les championnats de Tunisie d'athlétisme 1957 sont une compétition tunisienne d'athlétisme se disputant en 1957 avec vingt épreuves pour les hommes et huit pour les femmes.

## Palmarès
| Discipline             | Hommes                | Hommes          | Femmes        | Femmes  |
| ---------------------- | --------------------- | --------------- | ------------- | ------- |
| 60 m                   |                       |                 | Ritter[Qui ?] | 8 s 5   |
| 100 m                  | Lorendel[Qui ?]       | 11 s 9          | Ritter[Qui ?] | 13 s 8  |
| 200 m                  | F. Mirabile[Qui ?]    | 23 s 8          |               |         |
| 400 m                  | Perrier[Qui ?]        | 52 s 8          |               |         |
| 800 m                  | Hassen Amri           | 2 min 2 s 2     |               |         |
| 1 500 m                | Ahmed Belaïd          | 4 min 13 s 6    |               |         |
| 5 000 m                | Ahmed Belaïd          | 15 min 42 s     |               |         |
| 10 000 m               | Ahmed Belaïd          | 33 min 8 s      | -             | -       |
| 80 m haies             |                       |                 | Andrée Firmin | 15 s 3  |
| 110 m haies            | Mongi Soussi Zarrouki | 17 s 4          |               |         |
| 400 m haies            | Mongi Soussi Zarrouki | 62 s 3          |               |         |
| 3 000 m steeple        | Hassen Amri           | 9 min 51 s      |               |         |
| Relais 4 × 100 mètres  | Joyeuse union         | 47 s            | Joyeuse union | 56 s 2  |
| Relais 4 × 400 mètres  | Joyeuse union         | 3 min 46 s 5    |               |         |
| Saut en longueur       | Denis Sabourin        | 6,72 m          | Ritter[Qui ?] | 4,13 m  |
| Triple saut            | Ahmed Aouadi          | 13,13 m         |               |         |
| Saut en hauteur        | Denis Sabourin        | 1,75 m          | Ritter[Qui ?] | 1,35 m  |
| Saut à la perche       | Lucien Guedes         | 3,40 m          |               |         |
| Lancer du poids        | Denis Sabourin        | 15 m            | Ritter[Qui ?] | 8,65 m  |
| Lancer du disque       | Denis Sabourin        | 44,36 m         | Andrée Firmin | 22,78 m |
| Lancer du marteau      | Georges Boil          | 43,33 m         | -             | -       |
| Lancer du javelot      | Paul Castel           | 49,60 m         |               |         |
| 20 km marche sur piste | Abdelmajid Ben Allala | -               |               |         |
| 50 km marche sur route | François Fortunato    | 5 h 21 min 36 s |               |         |
| Décathlon              |                       |                 |               |         |
| Heptathlon             |                       |                 |               |         |
| Marathon               |                       |                 |               |         |